# 紹亨峰

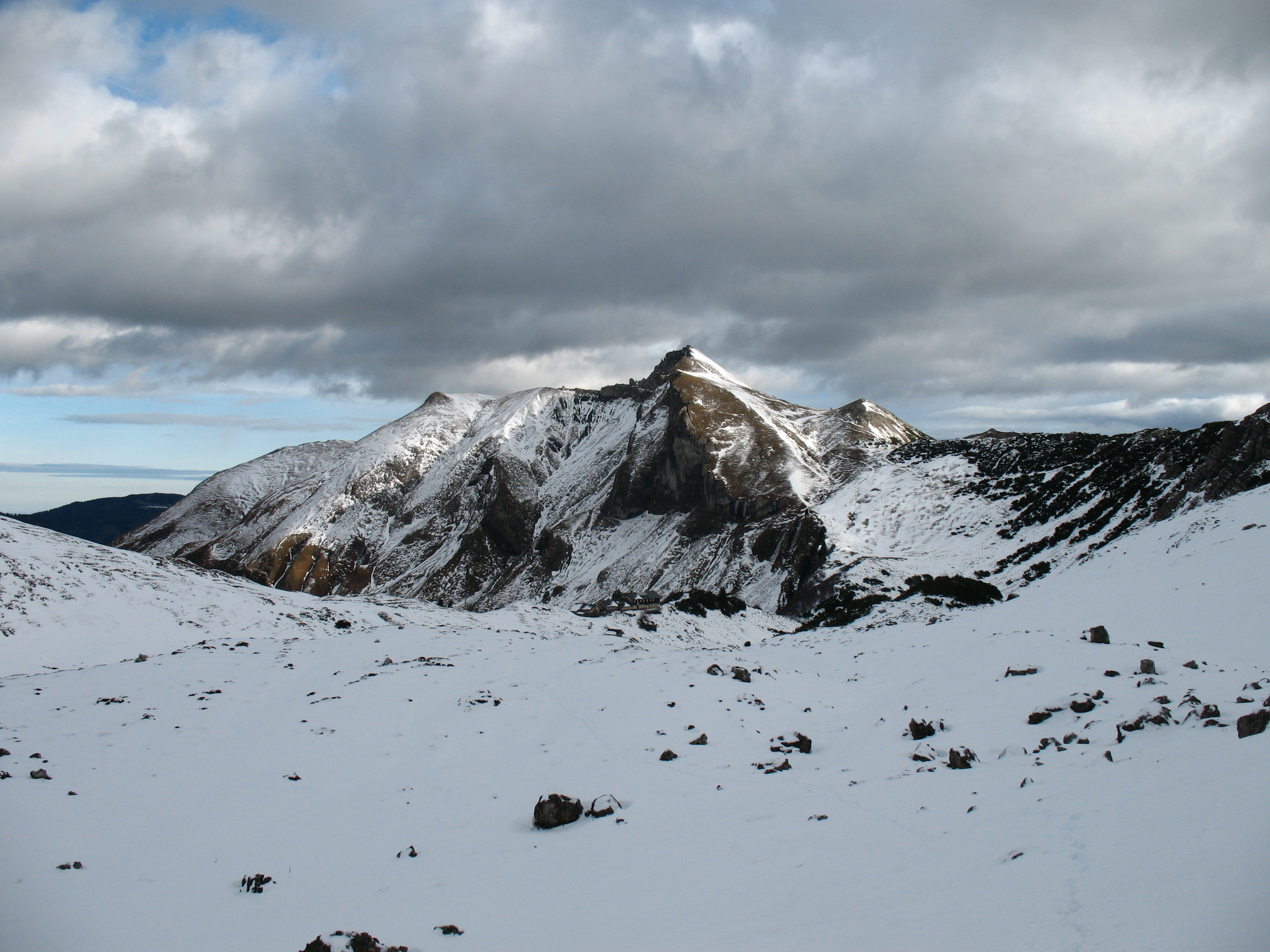

47°27′8″N 10°31′27″E / 47.45222°N 10.52417°E
紹亨峰（德語：Schochenspitze），是奧地利的山峰，位於該國西部，由蒂羅爾州負責管轄，屬於阿爾高阿爾卑斯山脈的一部分，距離拉亨峰1.3公里，海拔高度2,069米，每年平均降雨量1,698毫米。